# Olympische Sommerspiele 2020/Teilnehmer (Costa Rica)
| Gelbes Symbol für Goldmedaillen mit stilisierten Olympischen Ringen | Graues Symbol für Silbermedaillen mit stilisierten Olympischen Ringen | Braundes Symbol für Bronzemedaillen mit stilisierten Olympischen Ringen |
| ------------------------------------------------------------------- | --------------------------------------------------------------------- | ----------------------------------------------------------------------- |
| —                                                                   | —                                                                     | —                                                                       |

Costa Rica nahm an den Olympischen Spielen 2020 in Tokio teil. Es war die insgesamt 16. Teilnahme an Olympischen Sommerspielen. Das Comité Olímpico Nacional de Costa Rica nominierte 14 Athleten in sieben Sportarten.

## Teilnehmer nach Sportarten

### Judo
| Athleten              | Wettbewerb | 1. Runde   | 1. Runde | Achtelfinale | Achtelfinale | Viertelfinale | Viertelfinale | Halbfinale / Trostrunde | Halbfinale / Trostrunde | Finale / Platz 3 | Finale / Platz 3 | Rang |
| Athleten              | Wettbewerb | Gegner     | Ergebnis | Gegner       | Ergebnis     | Gegner        | Ergebnis      | Gegner                  | Ergebnis                | Gegner           | Ergebnis         | Rang |
| --------------------- | ---------- | ---------- | -------- | ------------ | ------------ | ------------- | ------------- | ----------------------- | ----------------------- | ---------------- | ---------------- | ---- |
| Männer                |            |            |          |              |              |               |               |                         |                         |                  |                  |      |
| Ian Sancho Chinchilla | bis 66 kg  | I. Cullhaj | 11s2:0   | An B.-u.     | 0:10         | ausgeschieden | ausgeschieden | ausgeschieden           | ausgeschieden           | ausgeschieden    | ausgeschieden    | 9    |

### Leichtathletik
Laufen und Gehen 
| Athleten        | Wettbewerb   | Runde 1 | Runde 1 | Halbfinale    | Halbfinale    | Finale        | Finale        | Rang          |
| Athleten        | Wettbewerb   | Zeit    | Rang    | Zeit          | Rang          | Zeit          | Rang          | Rang          |
| --------------- | ------------ | ------- | ------- | ------------- | ------------- | ------------- | ------------- | ------------- |
| Frauen          |              |         |         |               |               |               |               |               |
| Noelia Vargas   | 20 km Gehen  | —       | —       | —             | —             | 1:35:07 h     | 21            | 21            |
| Andrea Vargas   | 100 m Hürden | 12,71 s | 1       | 12,6 s        | 3             | ausgeschieden | ausgeschieden | ausgeschieden |
| Männer          |              |         |         |               |               |               |               |               |
| Gerald Drummond | 400 m Hürden | 49,92 s | 7       | ausgeschieden | ausgeschieden | ausgeschieden | ausgeschieden | ausgeschieden |

### Radsport

#### Straße
| Athleten          | Wettbewerb    | Zeit      | Rang |
| ----------------- | ------------- | --------- | ---- |
| Frauen            |               |           |      |
| María Jose Vargas | Straßenrennen | DNF       | –    |
| Männer            |               |           |      |
| Andrey Amador     | Straßenrennen | 6:21:46 h | 68   |

#### BMX
| Athleten       | Wettbewerb | Qualifikation | Qualifikation | Finale | Finale |
| Athleten       | Wettbewerb | Punkte        | Rang          | Punkte | Rang   |
| -------------- | ---------- | ------------- | ------------- | ------ | ------ |
| Männer         |            |               |               |        |        |
| Kenneth Tencio | Freestyle  | 79,80         | 6             | 90,50  | 4      |

### Schwimmen
| Athleten        | Wettbewerb     | Vorlauf     | Vorlauf | Halbfinale    | Halbfinale    | Finale        | Finale        | Rang |
| Athleten        | Wettbewerb     | Zeit        | Rang    | Zeit          | Rang          | Zeit          | Rang          | Rang |
| --------------- | -------------- | ----------- | ------- | ------------- | ------------- | ------------- | ------------- | ---- |
| Frauen          |                |             |         |               |               |               |               |      |
| Beatriz Padrón  | 200 m Freistil | 2:04,56 min | 25      | ausgeschieden | ausgeschieden | ausgeschieden | ausgeschieden | 25   |
| Männer          |                |             |         |               |               |               |               |      |
| Arnoldo Herrera | 200 m Brust    | 2:20,09 min | 38      | ausgeschieden | ausgeschieden | ausgeschieden | ausgeschieden | 38   |

### Surfen
| Athleten          | Wettbewerb | 1. Runde | 1. Runde | 2. Runde | 2. Runde | 3. Runde      | 3. Runde      | Viertelfinale | Viertelfinale | Halbfinale    | Halbfinale    | Finale / Platz 3 | Finale / Platz 3 | Rang |
| Athleten          | Wettbewerb | Punkte   | Rang     | Punkte   | Rang     | Gegner        | Ergebnis      | Gegner        | Ergebnis      | Gegner        | Ergebnis      | Gegner           | Ergebnis         | Rang |
| ----------------- | ---------- | -------- | -------- | -------- | -------- | ------------- | ------------- | ------------- | ------------- | ------------- | ------------- | ---------------- | ---------------- | ---- |
| Frauen            |            |          |          |          |          |               |               |               |               |               |               |                  |                  |      |
| Brisa Hennessy    | Shortboard | 12,20    | 2        | Freilos  | Freilos  | E. Williams   | 12,00:7,73    | C. Marks      | 6,83:12,50    | ausgeschieden | ausgeschieden | ausgeschieden    | ausgeschieden    | 5    |
| Leilani McGonagle | Shortboard | 9,64     | 3        | 9,63     | 4        | ausgeschieden | ausgeschieden | ausgeschieden | ausgeschieden | ausgeschieden | ausgeschieden | ausgeschieden    | ausgeschieden    | 17   |
| Männer            |            |          |          |          |          |               |               |               |               |               |               |                  |                  |      |
| Carlos Muñoz      | Shortboard | DNS      | DNS      | DNS      | DNS      | ausgeschieden | ausgeschieden | ausgeschieden | ausgeschieden | ausgeschieden | ausgeschieden | ausgeschieden    | ausgeschieden    | DNS  |

### Taekwondo
| Athleten        | Wettbewerb       | Achtelfinale   | Achtelfinale | Viertelfinale | Viertelfinale | Hoffnungsrunde Halbfinale | Hoffnungsrunde Halbfinale | Halbfinale    | Halbfinale    | Hoffnungsrunde Finale | Hoffnungsrunde Finale | Finale        | Finale        | Rang |
| Athleten        | Wettbewerb       | Gegner         | Erg.         | Gegner        | Erg.          | Gegner                    | Erg.                      | Gegner        | Erg.          | Gegner                | Erg.                  | Gegner        | Erg.          | Rang |
| --------------- | ---------------- | -------------- | ------------ | ------------- | ------------- | ------------------------- | ------------------------- | ------------- | ------------- | --------------------- | --------------------- | ------------- | ------------- | ---- |
| Frauen          |                  |                |              |               |               |                           |                           |               |               |                       |                       |               |               |      |
| Nishy Lee Lindo | Klasse bis 57 kg | H. Kübra İlgün | 5:16         | ausgeschieden | ausgeschieden | ausgeschieden             | ausgeschieden             | ausgeschieden | ausgeschieden | ausgeschieden         | ausgeschieden         | ausgeschieden | ausgeschieden | 11   |

### Turnen

#### Gerätturnen
| Athleten         | Wettbewerb       | Qualifikation | Qualifikation | Finale        | Finale        | Rang |
| Athleten         | Wettbewerb       | Punkte        | Rang          | Punkte        | Rang          | Rang |
| ---------------- | ---------------- | ------------- | ------------- | ------------- | ------------- | ---- |
| Frauen           |                  |               |               |               |               |      |
| Luciana Alvarado | Boden            | 12,166        | 66            | ausgeschieden | ausgeschieden | 66   |
| Luciana Alvarado | Schwebebalken    | 12,966        | 37            | ausgeschieden | ausgeschieden | 37   |
| Luciana Alvarado | Stufenbarren     | 12,741        | 55            | ausgeschieden | ausgeschieden | 55   |
| Luciana Alvarado | Mehrkampf Einzel | 51,306        | 51            | ausgeschieden | ausgeschieden | 51   |